# Хвалебная песнь
Хвале́бная песнь — главный и наиболее устойчивый на протяжении многих веков жанр в скальдической поэзии с традиционной в силу повторяемости повода для написания формой и определяемым конкретными фактами содержанием.

## Описание
Хвалебная песнь изначально является устным прославлением покровителя скальда, которым чаще всего был конунг или ярл в дофеодальных Скандинавии и Исландии. Также скальды слагали хвалебные песни для того, чтобы обрести покровителя или получить от прославляемого какое-либо вознаграждение. Хвалебные песни декламировались скальдами в присутствии покровителя и всей его дружины. Впоследствии, с распространением письменности скальды могли, написав хвалебную песнь, отправить её конкретному адресату издалека, обязательное присутствие скальда при чтении уже не требовалось. Дротткветтные хвалебные песни исполнялись двумя певцами либо четным количеством исполнителей, потому сочинялись так, чтобы строфа распадалась на две переплетающиеся партии.

## Жанровые и структурные характеристики
В написании хвалебной песни скальд опирался только на факты, описывая либо те современные ему события, очевидцем которых он был, либо те, о которых узнал от других очевидцев. Поэтому основное содержание хвалебных песней — это имя прославляемого правителя, его происхождение, битвы, в которых он участвовал, имена поверженных врагов и т. д., при чём и герой песни, и все его действия должны полностью отвечать в такой песне идеалу доблестного, честного и щедрого мужа. Однако прославляемый в хвалебной песне, как правило, не обладает никакими индивидуальными качествами.
Несмотря на шаблонность изображения и условность деталей, всякая скальдическая хвалебная песнь — это сухой и точный перечень индивидуальных событий, в принципе определимых хронологически и географически. Никакого сознательного вымысла в них нет, что характерно для скальдической поэзии вообще. Таким образом, форма хвалебной песни представляет собой формуляр, в котором проставляются личные данные прославляемого, поэтому характерная черта поэтики хвалебной песни это соединение традиционных тем с фактографичностью. В хвалебных песнях никогда не бывает ничего похожего на сюжет. Единственная последовательность, которую можно проследить — это хронология описываемых событий, отраженных крайне неиндивидуализированно.

## Виды хвалебных песен
В соответствии с канонами написания хвалебные песни делятся на два вида.

### Флокк
Флокк представляет собой цикл не связанных между собой стансов (вис), написанных дротткветтом или (реже) квидухаттом.

### Драпа
Драпа также представляет собой цикл вис, однако в её структуре обязательно должны быть несколько вставных предложений (стевов), которые делят драпу на части. Драпа считалась более торжественной формой хвалебной песни и ценилась больше, чем флокк. Кроме драпы как таковой иногда встречались её тематические подвиды, например, щитовая драпа, «выкуп головы». Драпы почти всегда слагались дротткветтом.

## История возникновения
Первые упоминания о хвалебных песнях относятся к IX веку. В «Младшей Эдде» Снорри Стурлусон приводит большие отрывки из «Рагнардрапы» и приписывает их Браги Боддасону, которого иногда называют самым первым из скальдов. Браги, по свидетельству Снорри Стурулсона, творил при дворе Рагнара Лодброка, правившего в первой половине IX века. К этому же периоду относится и целиком сохранившийся «Выкуп головы» Эгиля Скаллагримссона. В основной массе произведения тех времен и созданные в период вплоть до XII века сохранились лишь в отрывках и цитатах, которыми украшались прозаические тексты так называемых «королевских саг» и которые использовал при написании «Младшей Эдды» Снорри Стурлусон, приводя их в качестве многочисленных примеров хейти и кеннингов. Позднейшие, относящиеся к XIV веку хвалебные песни дошли до нас практически полностью. Однако уже в XIII европеизация, переход к феодализму, изменившиеся вкусы скандинавской знати и проникшие в скальдическую поэтику христианские мотивы предопределили постепенное вырождение хвалебной песни как самостоятельного жанра.

## Некоторые известные хвалебные песни
- «Драпа о Рагнаре» Браги Боддасона.
- «Драпа о Сигтрюгге Шелковая Борода» Гуннлауга Змеиного Языка.
- «Хаустлёнг» — щитовая драпа Тьодольва из Хвинира.